# Simulium chongqingense
Simulium chongqingense es una especie de insecto del género Simulium, familia Simuliidae, orden Diptera.
Fue descrita científicamente por Zhu & Wang, 1995.